# Валтер II Шенк фон Шюпф
Валтер II Шенк фон Шюпф (на немски: Walter II Schenk von Schüpf; * пр. 1199; † сл. 1218) е имперски шенк на Шюпф, днес част от Боксберг в Баден-Вюртемберг. Прародител е на „шенковете на Лимбург“ до Швебиш Хал в Баден-Вюртемберг.

## Произход
Той е син на Конрад Колбо фон Шюпф, Шенк фон Клингенберг (* пр. 1152; † сл. 1185) и внук на Валтер фон Шюпф (* пр. 1144; † сл. 1157). Брат е на Конрад Шенк фон Клингенберг († сл. 1244) и на Беренгар Шенк фон Шюпф-Рьотинген († сл. 1220).

## Фамилия
Валтер II Шенк фон Лимпург се жени за Ирментруд фон Боланден (* пр. 1223; † сл. 1256), дъщеря на Филип II фон Боланден († сл. 1187) и Хилдегард фон Хайнхаузен/Хагенхаузен, дъщеря на Герхард фон Хагенхаузен († сл. 1178). Те имат децата
- Валтер I Шенк фон Шюпф-Лимпург (* пр. 1230; † 1249), имперски шенк на Шюпф и Лимпург, женен за Агнес вер. Хелфенщайн († 1287)
- Луитгард фон Шюпф (* пр. 1242; † сл. 1250), омъжена за Енгелхард III Руфус фон Вайнсберг († 1242), син на Енгелхард II фон Вайнсберг († ок. 1213) и Юта фон Урслинген († сл. 1219)
- Буркзинда фон Шюпф († сл. 1242)

Вдовицата му Ирментруда фон Боланден се омъжва втори път пр. 1223 г. за граф Хайнрих I фон Сарверден-Киркел († ок. 30 септември 1242).

## Галерия
- Шюпф в Боксберг (1630)
- Останки от замък Лимпург